# 伊策霍
伊策霍（德語：Itzehoe，發音：[ɪtsəˈhoː] ⓘ）是德国石勒苏益格-荷尔斯泰因州施泰因堡县的城市，也是施泰因堡县的县治，面积28.03平方千米，2023年12月31日人口为32,319人。